# Lonicera sovetkinae
Lonicera sovetkinae är en kaprifolväxtart som beskrevs av Tkatsch. Lonicera sovetkinae ingår i släktet tryar, och familjen kaprifolväxter. Inga underarter finns listade i Catalogue of Life.